# Donji Grabovac
Donji Grabovac (albanska: Graboc i Poshtëm, serbiska: Доњи Грабовац, albanska: Grabovci i Ultë, Grabovci i Poshtëm, Gurshkabë, Gurshkaba) är en ort i Kosovo. Den ligger i den nordöstra delen av landet, 13 km väster om huvudstaden Priština. Donji Grabovac ligger 521 meter över havet och antalet invånare är 1 017.
Terrängen runt Donji Grabovac är kuperad västerut, men österut är den platt. Runt Donji Grabovac är det ganska tätbefolkat, med 222 invånare per kvadratkilometer. Närmaste större samhälle är Priština, 13,0 km öster om Donji Grabovac. Trakten runt Donji Grabovac består till största delen av jordbruksmark.